# Gomelange

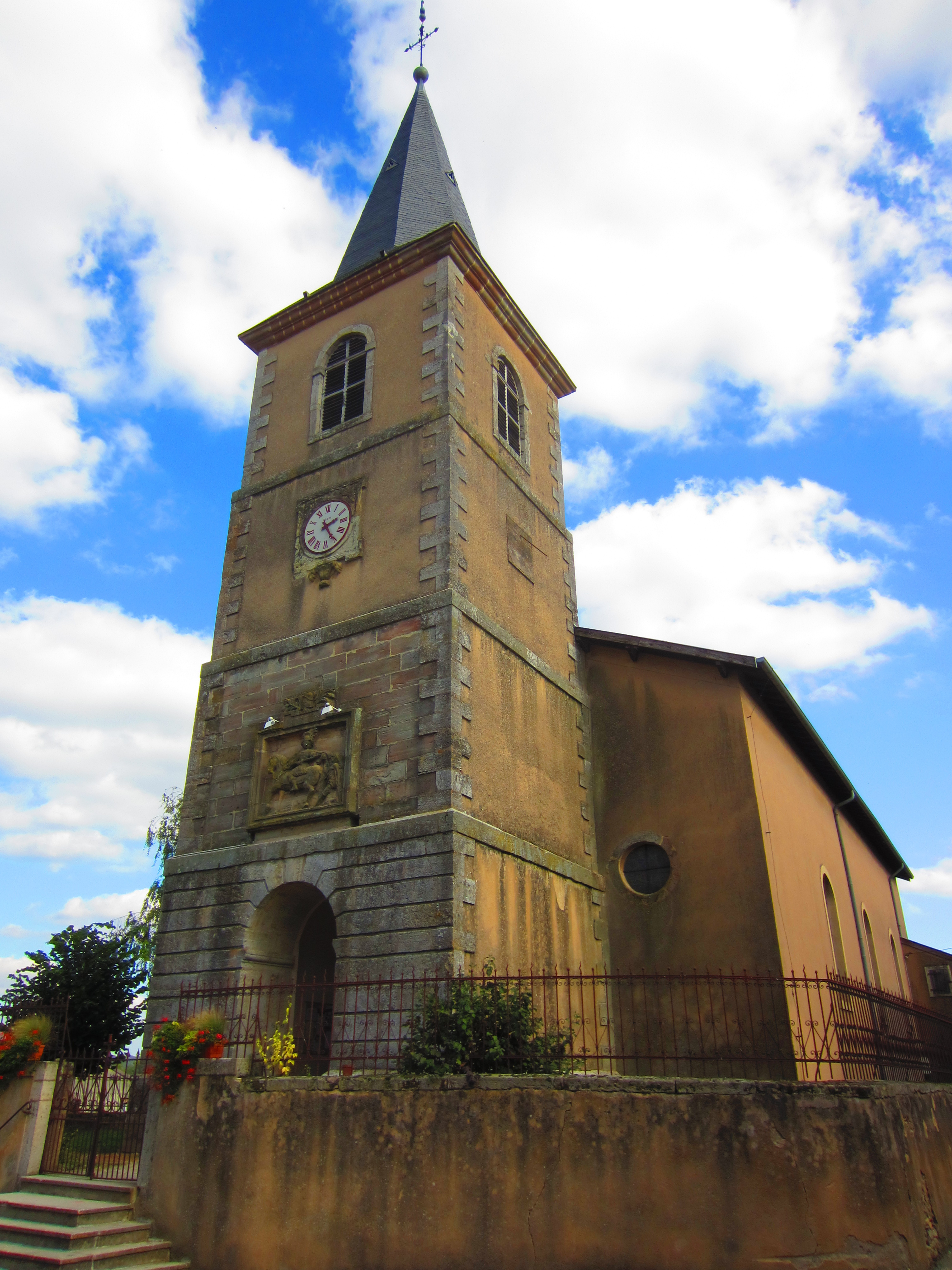
Kirche St. Martin

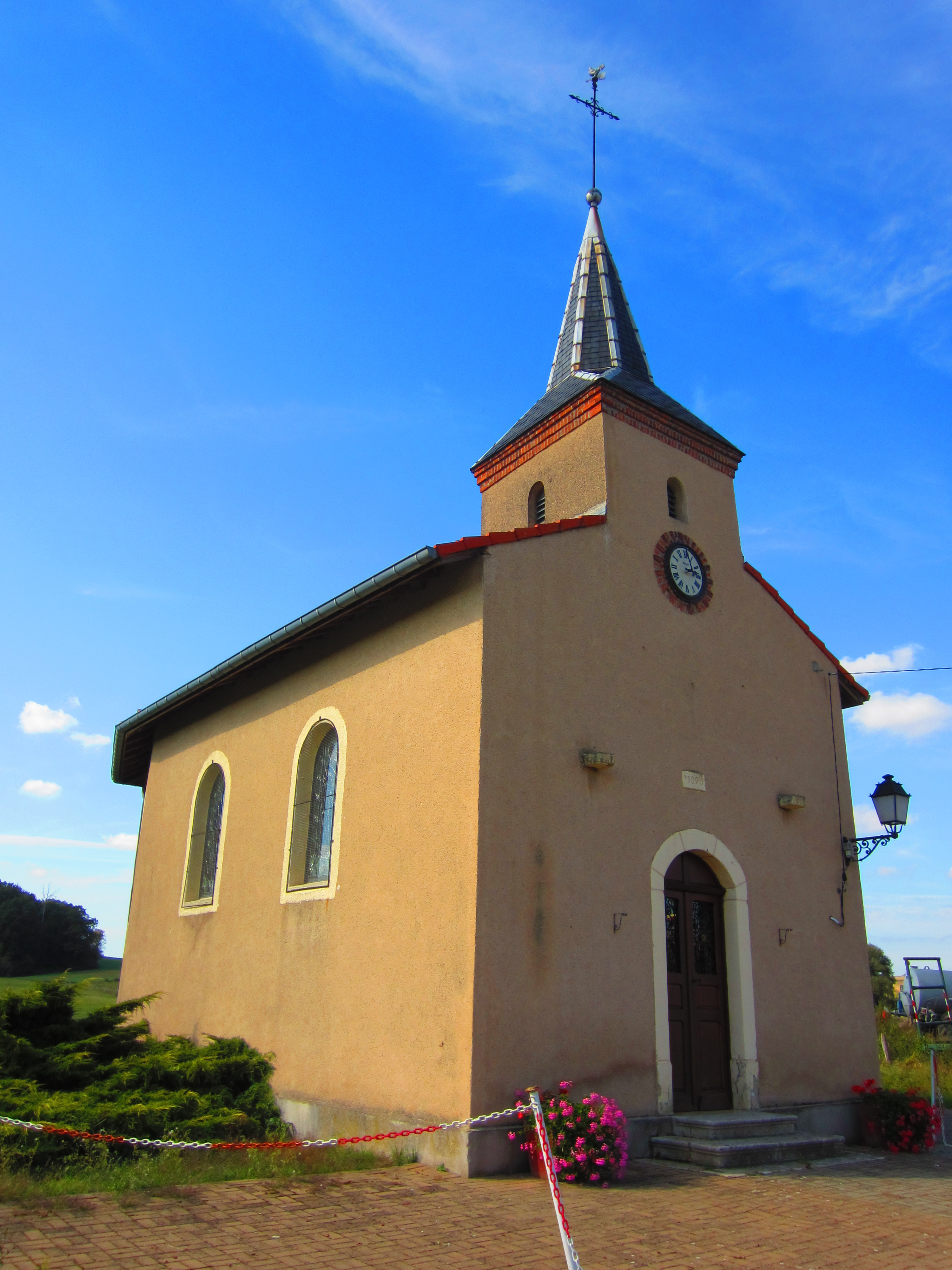
Marienkapelle

Gomelange (deutsch Gelmingen) ist eine französische Gemeinde mit 472 Einwohnern (Stand 1. Januar 2022) im Département Moselle in der Region Grand Est (bis 2015 Lothringen).

## Geographie
Die Gemeinde liegt in Lothringen am linken Ufer der Nied, etwa 28 Kilometer nordöstlich von Metz, sieben Kilometer nordnordwestlich von Boulay-Moselle (Bolchen) und acht Kilometer südwestlich von Bouzonville (Busendorf), unweit der Grenze zum Saarland. Zu Gomelange gehören die Ortsteile Guirlange (Girlingen) und Colming (Colmingen).

## Geschichte
Der Ort gehörte früher zum Herzogtum Lothringen im Heiligen Römischen Reich und wurde erstmals 1184 als Gelmelingen erwähnt, dann als Gaimelanges (1276) und Gomelingen (16. Jahrhundert).
Durch den Frankfurter Frieden vom 10. Mai 1871 kam das Gebiet an das deutsche Reichsland Elsaß-Lothringen, und das Dorf wurde dem Kreis Bolchen im Bezirk Lothringen zugeordnet. Die Dorfbewohner betrieben Getreide-, Obst- und Gemüsebau sowie Viehzucht.
Nach dem Ersten Weltkrieg musste die Region aufgrund der Bestimmungen des Versailler Vertrags 1919 an Frankreich abgetreten werden. Im Zweiten Weltkrieg war die Region von der deutschen Wehrmacht besetzt.

### Bevölkerungsentwicklung
| Jahr      | 1962 | 1968 | 1975 | 1982 | 1990 | 1999 | 2007 | 2019 |
| Einwohner | 369  | 409  | 390  | 400  | 408  | 403  | 529  | 480  |

## Sehenswürdigkeiten
- Ecomusée (Ökomuseum) "Vieille Maison 1710 de Gomelange", renoviertes und als Museum hergerichtetes Lothringerhaus aus dem Jahr 1710
- Orgel in der Kirche St. Martin (als Monument historique eingestuft)
- Marienkapelle (Chapelle de la Vierge) im Ortsteil Guirlange